# Earlsfield
Earlsfield é uma área dentro do bairro londrino de Wandsworth, Londres, Inglaterra. É um subúrbio típico do sul de Londres e compreende principalmente casas geminadas vitorianas residenciais com uma rua principal de lojas, pubs e restaurantes entre Garratt Lane, Allfarthing Lane e Burntwood Lane. No censo de 2001, a população de Earlsfield era de 12.903 habitantes, número que subiu para 15.448 no censo de 2011.
A estação ferroviária de Earlsfield fornece acesso ao centro de Londres (três paradas até London Waterloo ( Clapham Junction, Vauxhall, Waterloo) em 12 minutos) e outras áreas no sul de Londres ( Victoria - baldeação em Clapham Junction, Wimbledon - uma parada). A remodelação da estação foi concluída em abril de 2013.

## História
Na época medieval, a área hoje conhecida como Earlsfield era a parte norte da mansão e aldeia de Garrat (também escrito Garratt, Garrett ou Garret) na paróquia de Wandsworth e notória no século XVIII pelas eleições simuladas de Garrat. Naquela época, a área já era industrializada, com inúmeras fábricas ao longo do Rio Wandle, e no início do século XIX, a primeira ferrovia de Londres, a Surrey Iron Railway, puxada por cavalos, percorria Garratt Lane. Em 1838, foi inaugurada a London and South Western Railway, que originalmente passava por ali sem parar. Mais tarde no mesmo século, o desenvolvimento suburbano começou a se espalhar em frente a Wandsworth Common.
Em abril de 1884, a L&SWR inaugurou a estação Earlsfield na Garratt Lane, impulsionando um maior desenvolvimento. A estação recebeu o nome de uma residência próxima, Earlsfield, hoje demolida. Esta pertencia à família Davis, que também possuía o terreno necessário para a estação, e uma das condições de venda era que a estação recebesse o nome da casa deles.
A área já foi um subúrbio da classe trabalhadora de Wandsworth e, como tal, grande parte da propriedade é composta por moradias geminadas de médio porte, embora vários novos empreendimentos tenham sido ou estejam sendo construídos, notadamente o empreendimento Olympian Homes, entre a estação e a biblioteca. A área agora abriga famílias jovens atraídas pela acessibilidade da região em comparação com seus vizinhos do norte, oeste e leste, Clapham, Wandsworth, Battersea e Putney, contribuindo para o apelido da região como um todo, Nappy Valley.
A Biblioteca de Earlsfield exibe uma série de fotografias históricas da região. 
Entre 1853 e 1864, a área ao sul de Earlsfield, Summerstown, foi sede do Copenhagen Running Grounds, um importante local para pedestrianismo.
Haldane Place, perto de Wandle, foi sede da principal base de fabricação da Airfix entre 1939 e 1981.

## Geografia
O rio Wandle corre quase paralelo à Garratt Lane através da área e tem sido alvo de uma grande operação de limpeza financiada pelo conselho, embora tenha sido sujeito a vários incidentes de poluição nos últimos anos. Existem algumas indústrias leves situadas entre a via principal e o rio.

## Centro

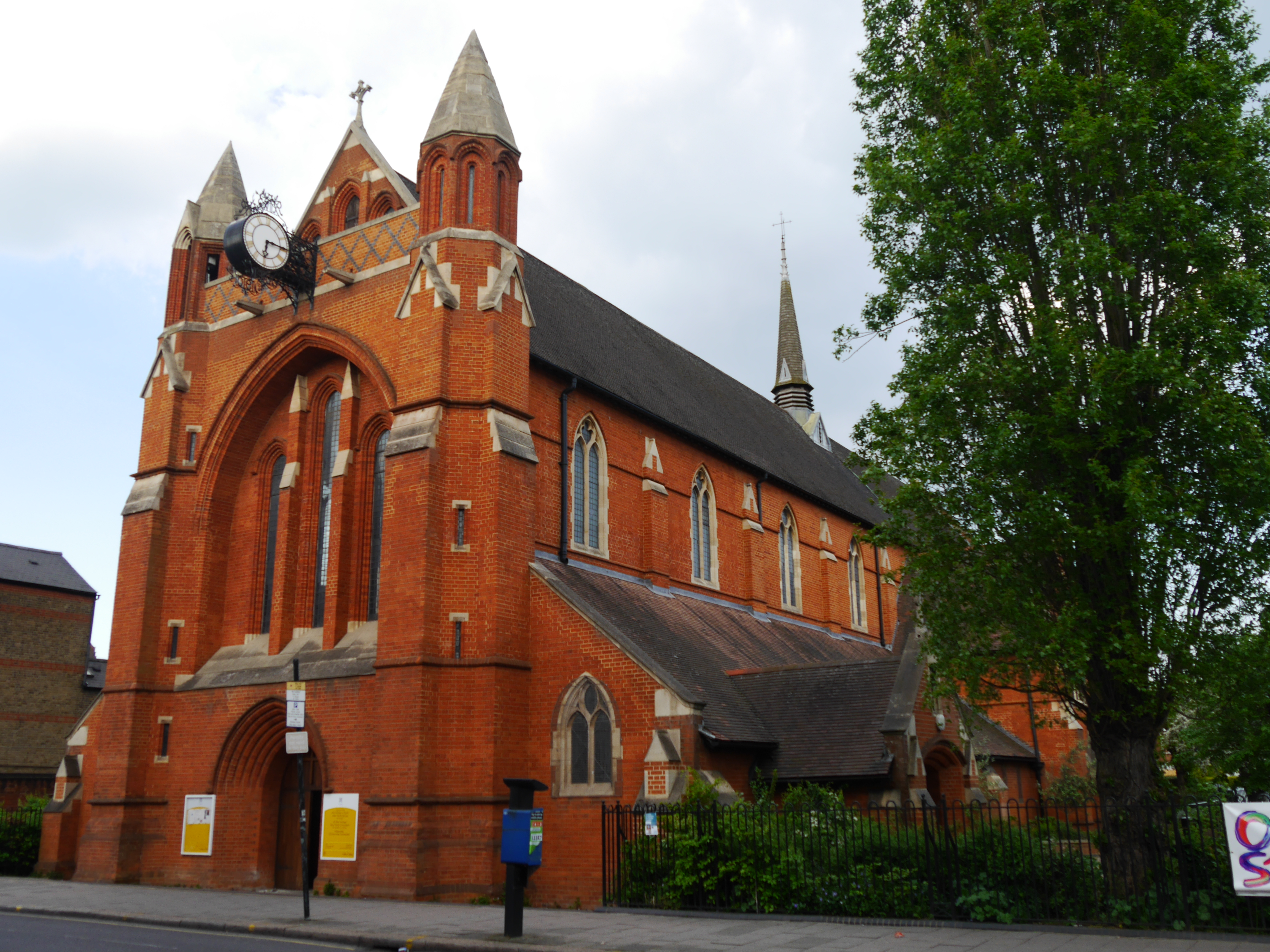
St Andrew's Church em Garratt Lane

A principal rua comercial – Garratt Lane – inclui imobiliárias, cafés e restaurantes, pubs, bares e cabeleireiros.
Existem duas igrejas no centro - a Igreja Batista de Earlsfield (inaugurada em 1900) na Magdalen Road e a Igreja de Santo André, em Earlsfield (Igreja da Inglaterra, construída em duas etapas entre 1888 e 1902) na esquina da Garratt Lane e da Waynflete Street, com a Igreja de São Gregório (católica) e a Igreja de São João Divino (CoE) mais abaixo na Garratt Lane em direção a Wandsworth.
Garratt Lane abriga a companhia de teatro intercultural Tara Arts e seu teatro, o Tara Theatre. Inaugurado em 2007 (e reformado em 2016), o espaço recebe companhias locais e nacionais, além de apresentar suas próprias produções.

## Residentes notáveis
- Louis de Bernières – Ele morou em Earlsfield enquanto escrevia O Bandolim de Corelli. Seu livro e peça, Domingo de Manhã no Centro do Mundo, "é uma homenagem à comunidade diversificada de Earlsfield".[9]
- Sadiq Khan – Ex-deputado por Tooting (que inclui Earlsfield dentro dos limites de seu distrito eleitoral) e prefeito de Londres desde maio de 2016. Ele morou quando criança na propriedade Henry Prince, na Garratt Lane.